# John Howard (lutador)
John J. Howard (Boston, 1 de março de 1983) é um lutador americano de artes marciais mistas, atualmente compete no Peso Meio Médio do Professional Fight League

## Background
Howard nasceu e foi criado pela sua mãe solteira junto com seu irmão no bairro de Dorchester vizinha de Boston, Massachusetts onde ele vive até hoje. Dorchester é um dos bairros mais perigosos do estado e Howard se envolvia em brigas enquanto crescia. No colegial, Howard jogou futebol e aprendeu a profissão de elétrica após receber seu diploma no colegial. Ele encontrou as artes marciais após ir ao Job Corps para receber seu diploma no colegial, onde ele aprendeu grappling de um freestyle grappler. Após se formar, Howard começou a treinar em um ginásio local. O apelido de Howard "Doomsday" é do vilão que matou Superman.

## Carreira no MMA

### Ultimate Fighting Championship
Howard fez sua estréia no UFC em 31 de Janeiro de 2009 contra Chris Wilson no UFC 94, vencendo por decisão dividida.
Ele então enfrentou Tamdan McCrory no UFC 101. Essa luta foi significante para ambos lutadores, tanto que se tornaram amigos lutando em promoções no Nordeste. Howard venceu a luta por decisão dividida.
Howard enfrentou o veterano Dennis Hallman em 5 de Dezembro de 2009 no The Ultimate Fighter 10 Finale. Após ser amarrado pela maior parte da luta, Howard nocauteou Hallman aos 4:55 do terceiro round.
Howard era esperado para enfrentar Anthony Johnson em 21 de Março de 2010 no UFC Live: Vera vs. Jones, mas Johnson sofreu uma lesão nos treinos. O estreante no UFC Daniel Roberts entrou em seu lugar para ser o novo oponente de Howard. Howard derrotou Roberts por nocaute no primeiro round.
Howard foi derrotado por Jake Ellenberger por nocaute técnico no terceiro round devido à interrupção médica no UFC Live: Jones vs. Matyushenko. Embora Howard tenha tido sucesso em pé, ele foi incapaz de defender as quedas de Ellenberger. Ellenberger então aplicou cotoveladas e socos que fizeram um inchaço no olho esquerdo de Howard, até o médico interromper a luta.
Howard em seguida enfrentou o ex-desafiante pelo título Thiago Alves em 11 de Dezembro de 2010 no UFC 124. Ele perdeu a luta por decisão unânime.
Howard era esperado para enfrentar Martin Kampmann em 26 de Junho de 2011 no UFC Live: Kongo vs. Barry. Porém, Kampmann foi forçado a se retirar da luta com uma lesão e foi substituído por Matt Brown. Howard foi derrotado por Brown após três difíceis round por decisão unânime. Após a derrota para Brown, Howard foi demitido da promoção.

### Classic Entertainment and Sports (CES MMA)
Howard fez sua estréia no CES no CES MMA: Never Surrender contra Todd Chattelle pelo Título Peso Médio do CES. Ele venceu a luta por nocaute técnico no segundo round.
Howard fez sua primeira defesa de título contra Scott Rehm. Ele venceu por nocaute técnico.
A próxima defesa de título de Howard foi contra Brett Chism. Ele ganhou por nocaute técnico.
A próxima defesa de título de Howard foi no CES MMA: Path to Destruction, contra Jason Louck. Ele ganhou por nocaute com apenas 23 segundos do primeiro round.
Howard defendeu seu título pela quarta vez contra Chris Woodall. Ele venceu por nocaute no primeiro round.

### Retorno ao UFC
Após bombar em Boston, Howard declarou que gostaria de lutar no card do UFC Fight Night: Shogun vs. Sonnen em Boston, Massachusetts em Agosto de 2013 para mostrar o apoio a sua cidade natal. Em 17 de Julho de 2013, foi anunciado que ele poderia aparecer no card, substituindo Josh Samman em uma luta pelos pesos médios contra Uriah Hall. Ele derrotou Hall por decisão dividida.
Howard retornou para os meio médios e enfrentou o afegão Siyar Bahadurzada em 28 de Dezembro de 2013 no UFC 168. Ele venceu a luta por decisão unânime.
Howard enfrentou o invicto Ryan LaFlare em 11 de Abril de 2014 no UFC Fight Night: Nogueira vs. Nelson. Ele perdeu por decisão unânime.
Howard era esperado para enfrentar Rick Story em 16 de Julho de 2014 no UFC Fight Night: Cerrone vs. Miller. No entanto, uma lesão o tirou da luta.
Ele enfrentou o veterano Brian Ebersole em 27 de Setembro de 2014 no UFC 178 e foi derrotado por decisão dividida.
Howard enfrentou o estreante na categoria Lorenz Larkin em 18 de Janeiro de 2015 no UFC Fight Night: McGregor vs. Siver. Ele foi derrotado por nocaute técnico no primeiro round.
Howard era esperado para enfrentar Brandon Thatch em 11 de Julho de 2015 no UFC 189. No entanto, o UFC colocou Thatch para fazer uma substituição no card principal e Cathal Pendred então enfrentou Howard. Ele venceu a luta por decisão dividida.
Howard enfrentou Tim Means em 10 de Dezembro de 2015 no UFC Fight Night: Namajunas vs. VanZant. Ele foi derrotado por nocaute ainda no primeiro round.
World Series of Fighting	
Em 08 de março de 2016, foi anunciado que Howard tinha assinado com o World Series of Fighting promoção. 
Ele fez sua estreia contra Michael Arant e venceu por decisão unânime.
Howard deverá enfrentar Abubakar Nurmagomedov em 7 de Outubro de 2016 ao WSOF 34.

## Campeonatos e realizações

### Artes marciais mistas
- Ultimate Fighting Championship
  - Luta da Noite (Uma vez)
  - Nocaute da Noite (Uma vez)

- Ring of Combat
  - Campeão Meio Médio do ROC (Uma vez)

- CES MMA
  - Campeão Peso Médio do CES MMA (Uma vez)

## Cartel no MMA
| Cartel no MMA   |             |             |
| 36 lutas        | 24 vitórias | 12 derrotas |
| Por nocaute     | 9           | 4           |
| Por finalização | 6           | 1           |
| Por decisão     | 9           | 7           |

| Res.    | Cartel | Oponente          | Método                           | Evento                                 | Data                | Round | Tempo | Local                                     | Notas                                |
| ------- | ------ | ----------------- | -------------------------------- | -------------------------------------- | ------------------- | ----- | ----- | ----------------------------------------- | ------------------------------------ |
| Vitória | 24-12  | Michael Arrant    | Decisão (unanime)                | World Series of Fighting WSOF 31       | 2016 de junho de 17 | 3     | 5:00  | Mashantucket, Connecticut, Estados Unidos | WSOF Estréia                         |
| Derrota | 23-12  | Tim Means         | Nocaute (soco)                   | UFC Fight Night: Namajunas vs. VanZant | 10/12/2015          | 2     | 0:21  | Las Vegas, Nevada                         |                                      |
| Vitória | 23-11  | Cathal Pendred    | Decisão (dividida)               | UFC 189: Mendes vs. McGregor           | 11/07/2015          | 3     | 5:00  | Las Vegas, Nevada                         |                                      |
| Derrota | 22-11  | Lorenz Larkin     | TKO (socos)                      | UFC Fight Night: McGregor vs. Siver    | 18/01/2015          | 1     | 2:17  | Boston, Massachusetts                     |                                      |
| Derrota | 22-10  | Brian Ebersole    | Decisão (dividida)               | UFC 178: Johnson vs. Cariaso           | 27/09/2014          | 3     | 5:00  | Las Vegas, Nevada                         |                                      |
| Derrota | 22-9   | Ryan LaFlare      | Decisão (unânime)                | UFC Fight Night: Nogueira vs. Nelson   | 11/04/2014          | 3     | 5:00  | Abu Dhabi                                 |                                      |
| Vitória | 22–8   | Siyar Bahadurzada | Decisão (unânime)                | UFC 168: Weidman vs. Silva II          | 28/12/2013          | 3     | 5:00  | Las Vegas, Nevada                         | Retornou aos Meio Médios.            |
| Vitória | 21–8   | Uriah Hall        | Decisão (dividida)               | UFC Fight Night: Shogun vs. Sonnen     | 17/08/2013          | 3     | 5:00  | Boston, Massachusetts                     |                                      |
| Vitória | 20–8   | Chris Woodall     | Nocaute (socos)                  | CES MMA - New Blood                    | 07/06/2013          | 1     | 2:14  | Lincoln, Rhode Island                     | Defendeu o Título Peso Médio do CES. |
| Vitória | 19–8   | Jason Louck       | Nocaute (socos)                  | CES MMA - Path to Destruction          | 12/04/2013          | 1     | 0:23  | Lincoln, Rhode Island                     | Defendeu o Título Peso Médio do CES. |
| Derrota | 18–8   | Leandro Silva     | Decisão (unânime)                | HFR 2 - High Fight Rock 2              | 27/10/2012          | 3     | 5:00  | Goiânia, Goiás                            |                                      |
| Vitória | 18–7   | Brett Chism       | TKO (socos)                      | CES MMA - Real Pain                    | 06/10/2012          | 2     | 3:31  | Lincoln, Rhode Island                     | Defendeu o Título Peso Médio do CES. |
| Vitória | 17–7   | Scott Rehm        | TKO (lesão no braço)             | CES MMA - Far Beyond Driven            | 03/08/2012          | 1     | 1:28  | Lincoln, Rhode Island                     | Defendeu o Título Peso Médio do CES. |
| Vitória | 16–7   | Todd Chattelle    | TKO (socos)                      | CES MMA - Never Surrender              | 13/04/2012          | 2     | 4:42  | Lincoln, Rhode Island                     | Ganhou o Título Peso Médio do CES.   |
| Vitória | 15–7   | Dennis Olson      | Decisão (unânime)                | CFA 3: Howard vs. Olson                | 09/10/2011          | 3     | 5:00  | Miami, Florida                            | Retornou aos Médios.                 |
| Derrota | 14–7   | Matt Brown        | Decisão (unânime)                | UFC Live: Kongo vs. Barry              | 26/06/2011          | 3     | 5:00  | Pittsburgh, Pennsylvania                  |                                      |
| Derrota | 14–6   | Thiago Alves      | Decisão (unânime)                | UFC 124: St. Pierre vs. Koscheck       | 11/12/2010          | 3     | 5:00  | Montreal, Quebec                          |                                      |
| Derrota | 14–5   | Jake Ellenberger  | TKO (inter. médica)              | UFC Live: Jones vs. Matyushenko        | 01/08/2010          | 3     | 2:21  | San Diego, California                     |                                      |
| Vitória | 14–4   | Daniel Roberts    | Nocaute (socos)                  | UFC Live: Vera vs. Jones               | 21/03/2010          | 1     | 2:01  | Broomfield, Colorado                      | Nocaute da Noite.                    |
| Vitória | 13–4   | Dennis Hallman    | Nocaute (socos)                  | The Ultimate Fighter 10 Finale         | 05/12/2009          | 3     | 4:55  | Las Vegas, Nevada                         |                                      |
| Vitória | 12–4   | Tamdan McCrory    | Decisão (dividida)               | UFC 101: Declaration                   | 08/08/2009          | 3     | 5:00  | Philadelphia, Pennsylvania                |                                      |
| Vitória | 11–4   | Chris Wilson      | Decisão (dividida)               | UFC 94: St. Pierre vs. Penn II         | 31/01/2009          | 3     | 5:00  | Las Vegas, Nevada                         | Luta da Noite.                       |
| Vitória | 10–4   | Charlie Brenneman | Decisão (unânime)                | Ring of Combat 21                      | 12/09/2008          | 3     | 5:00  | Atlantic City, New Jersey                 | Ganhou o Título Meio Médio do ROC.   |
| Vitória | 9–4    | Nick Calandrino   | TKO (socos)                      | IFL: Connecticut                       | 16/05/2008          | 3     | 2:24  | Uncasville, Connecticut                   | Estréia nos Meio Médios.             |
| Vitória | 8–4    | Jose Rodriguez    | Nocaute (socos)                  | Ring of Combat 18                      | 07/03/2008          | 1     | 4:07  | Atlantic City, New Jersey                 |                                      |
| Derrota | 7–4    | Dan Miller        | Decision (unanimous)             | Ring of Combat 17                      | 30/11/2007          | 3     | 4:00  | Atlantic City, New Jersey                 |                                      |
| Derrota | 7–3    | Woody Weatherby   | TKO (socos)                      | WFL 19: Calloway Cup 7                 | 29/09/2007          | 1     | 2:32  | Revere, Massachusetts                     |                                      |
| Vitória | 7–2    | Mandela K'ponou   | Finalização (armlock)            | CZ 23: Down and Out                    | 25/08/2007          | 1     | N/A   | Revere, Massachusetts                     |                                      |
| Derrota | 6–2    | Nick Catone       | Decisão (unânime)                | CFFC 5: Two Worlds, One Cage           | 23/06/2007          | 3     | N/A   | Atlantic City, New Jersey                 |                                      |
| Vitória | 6–1    | Josh Rosaaen      | Finalização (triângulo)          | CFFC 4                                 | 13/04/2007          | 3     | 1:17  | Atlantic City, New Jersey                 |                                      |
| Derrota | 5–1    | Alexandre Moreno  | Finalização (armlock)            | WFL 10: X                              | 23/09/2006          | 1     | N/A   | Revere, Massachusetts                     |                                      |
| Vitória | 5–0    | Jason Dublin      | Finalização (triângulo de braço) | CZ 15: Marked Men                      | 24/04/2006          | 2     | 2:39  | Revere, Massachusetts                     |                                      |
| Vitória | 4–0    | Aldo Santos       | Finalização (armlock)            | WFL 4: Mortal Conquest                 | 03/12/2005          | 1     | 3:41  | Revere, Massachusetts                     |                                      |
| Vitória | 3–0    | Mandela K'ponou   | Finalização (chave de calcanhar) | WFL 1: Winter Brawl 2005               | 05/02/2005          | 2     | 2:52  | Revere, Massachusetts                     |                                      |
| Vitória | 2–0    | Les Richardson    | Finalização (mata leão)          | CZ 9: Hot Like Fire                    | 04/12/2004          | 2     | 2:53  | Revere, Massachusetts                     |                                      |
| Vitória | 1–0    | Jason Dublin      | Decisão (unânime)                | CZ 8: Street Justice                   | 02/10/2004          | 2     | 5:00  | Revere, Massachusetts                     |                                      |